# Witte raaf
Een witte raaf is een uitdrukking in het algemeen spraakgebruik voor een zeer zeldzame verschijning. Een raaf is immers normaliter zwart, maar er bestaat ook een uitzonderlijk weinig voorkomend wit exemplaar. In Vlaanderen spreekt men ook vaak over een 'witte merel'.
Volgens de Grieken waren vroeger alle raven wit. Maar de zonnegod Apollo werd verliefd op Coronis. Toen zij zwanger was, werd ze verliefd op een sterfelijke man. De witte raaf had dit allemaal gezien en kwam het vertellen aan Apollo. Dit kon Apollo niet verdragen. Omdat Apollo boos werd, veranderde hij de witte raaf in een zwarte raaf. Hij doodde Coronis en haalde de baby, Aesculapius uit de buik. 